# Turistická značená trasa 2733
 Turistická značená trasa č. 2733 měří 16,9 km; spojuje obec Necpaly na zapadním okraji pohoří a rozcestí Chyžky v centrální části pohoří Velká Fatra v okrese Martin na Slovensku.

## Průběh trasy
Od obce Necpaly stoupá pozvolna (v závěru prudce) Necpalskou dolinou podél Necpalského potoka k Chatě pod Borišovom, odtud traverzem podchází vrcholek Ploská k rozcestí Chyžky.
| Km   | Místo                       | Navazující a křižující trasy                                                    | Souřadnice                      | Nadmořská výška |
| ---- | --------------------------- | ------------------------------------------------------------------------------- | ------------------------------- | --------------- |
| 0    | Necpaly                     |                                                                                 | 48°59′9″ s. š., 18°58′5″ v. d.  | 499 m           |
| 5,2  | Smerkov - hor.              |                                                                                 | 48°57′39″ s. š., 19°1′12″ v. d. | 599 m           |
| 9,2  | Dolný Borišov               |                                                                                 | 48°56′17″ s. š., 19°3′21″ v. d. | 730 m           |
| 10,8 | Balcierovo                  | 8633                                                                            | 48°55′43″ s. š., 19°4′13″ v. d. | 839 m           |
| 13,8 | Chata pod Borišovom         | 8614                                                                            | 48°56′26″ s. š., 19°5′51″ v. d. | 1300 m          |
| 14   | Chata pod Borišovom - rázc. | Naučná stezka Hrebeňom Veľkej Fatry, 0870 Velkofatranská magistrála, 5600, 8614 | 48°56′27″ s. š., 19°5′58″ v. d. | 1270 m          |
| 14,7 | Nad Studeným                | Naučná stezka Hrebeňom Veľkej Fatry, 0870 Velkofatranská magistrála, 5600       | 48°56′18″ s. š., 19°6′30″ v. d. | 1301 m          |
| 16,9 | Chyžky                      | Naučná stezka Hrebeňom Veľkej Fatry, 8605                                       | 48°55′29″ s. š., 19°6′8″ v. d.  | 1331 m          |